# Re dei Goti
Il titolo di Re dei Goti (svedese: Götes konung, danese: Gothernes konge / De Gothers Konge, latino: gothorum rex) fu per molti secoli portato dai Re di Svezia e dai Re di Danimarca, e denotava la sovranità sull'antico popolo dei Goti.
Per i re di Danimarca il titolo si riferiva all'isola di Gotland, tradizionalmente vista come luogo di nascita dei Goti, mentre per i re di Svezia si riferiva ad una delle parti costituenti il regno (vedi Regioni della Svezia), il Götaland, che poi sarebbe la regione meridionale.

## Preludi
Attualmente si crede che una nota trovata in una copia di una lettera papale del 1100 circa significhi: Inge e Halsten, Re dei Goti - hanno recentemente perso la parte settentrionale del proprio regno.
In una lettera papale datata 5 settembre 1164, re Carlo VII di Svezia (Karl Sverkersson) (circa 1130–67; regnò nel 1161–1167) viene sempre citato come "rex Sweorum et Gothorum".

## Titolo di Svezia
Il primo re svedese a fare un uso regolare del titolo fu re Magnus III di Svezia, in particolare dopo aver sconfitto e deposto nel 1278 il fratello Valdemaro I che gestiva, fino a quel momento le terre di Västergötland. Prima Sveriges och Götes Konung, fino agli ultimi decenni di Gustavo I di Svezia, e poi Sveriges, Götes och Vendes Konung, vennero usati nella documentazione ufficiale fino all'ascesa al trono di Carlo XVI Gustavo di Svezia nel 1973, il quale fu il primo monarca ufficialmente nominato Sveriges Konung ("Re di Svezia") e niente altro.

## Titolo di Danimarca

Stemma rappresentante il titolo di Re dei Goti per i monarchi danesi

Il primo re danese ad usare l'appellativo di Re dei Goti fu re Valdemaro IV di Danimarca (che regnò dal 1340 al 1375), che lo adottò nel 1362 dopo aver conquistato Gotland l'anno precedente. I re danesi seguitarono ad usare il titolo per i successivi sei secoli fino al 1972, quando la regina Margherita II di Danimarca salì al trono. Essa abbandonò l'uso di tutti i titoli adoperati dai predecessori eccetto quello di Regina di Danimarca, che è tutt'oggi l'appellativo reale.
Documentato per la prima volta nel 1449, lo stemma dei monarchi danesi contenne fino al 1972 un sottostemma rappresentante il titolo di Re dei Goti: su sfondo oro, un leopardo sopra a nove cuori rossi. In origine derivava dallo stemma dei duchi di Halland che a sua volta derivava dallo stemma danese. Questo simbolo è di conseguenza scollegato dallo stemma di Gotland che raffigura l'Agnus Dei, nonostante quest'ultimo simbolo era una volta rappresentato nello stemma danese.